# (3201) Sijthoff
(3201) Sijthoff (6560 P-L) – planetoida z pasa głównego asteroid okrążająca Słońce w ciągu 3,4 lat w średniej odległości 2,26 au. Odkryta 24 września 1960 roku.